# Nagarkanda
Nagarkanda är ett underdistrikt i Bangladesh. Det ligger i den centrala delen av landet, 70 km sydväst om huvudstaden Dhaka.
Trakten runt Nagarkanda består till största delen av jordbruksmark. Runt Nagarkanda är det tätbefolkat, med 982 invånare per kvadratkilometer.